# Hoa hậu Quốc tế 1993
Hoa hậu Quốc tế 1993 là cuộc thi Hoa hậu Quốc tế lần thứ 33 được tổ chức tại trung tâm Koseinenkin Kaikan, Tokyo, Nhật Bản. Đêm chung kết cuộc thi diễn ra vào ngày 9 tháng 10 năm 1993. Cuộc thi có 47 thí sinh tham dự. Hoa hậu Quốc tế 1992 - Kirsten Marise Davidson đến từ Úc đã trao lại vương miện cho người kế nhiệm, cô Agnieszka Pachałko đến từ Ba Lan.

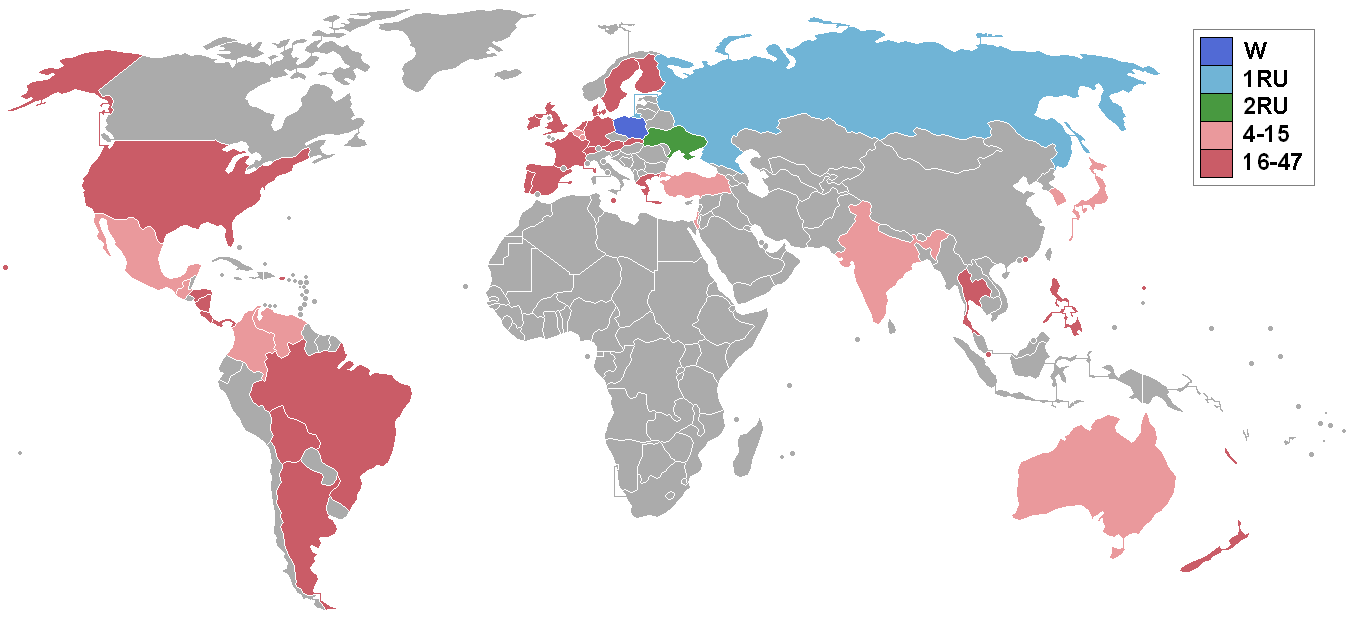
Các quốc gia và vùng lãnh thổ tham gia Hoa hậu Quốc tế 1993 và kết quả.

## Kết quả
| Kết quả              | Thí sinh |
| -------------------- | --- |
| Hoa hậu Quốc tế 1993 | - Ba Lan - Agnieszka Pachalko |
| Á hậu 1              | - Nga - Ilmira Shamsutdinova |
| Á hậu 2              | - Ukraine - Nataliya Victorovna Romanenko |
| Á hậu 3              | - Colombia - Kathy Sáenz Herrera |
| Á hậu 4              | - Mexico - María Cristina Arcos Torres |
| Top 15               | - Úc - Monique Ann Lysaught - Bỉ - Christelle Roelandts - Guatemala - Diana Galván - Ấn Độ - Pooja Batra - Israel - Anat Elimelech - Nhật Bản - Masayo Shibasaki - Hàn Quốc - Chang Eun-young - Luxembourg - Nathalie Dos Santos - Thổ Nhĩ Kỳ - Hande Kazanova - Venezuela - Fabiola Spitale |

## Các giải thưởng đặc biệt
| Giải thưởng                 | Thí sinh                                     |
| --------------------------- | -------------------------------------------- |
| Hoa hậu Ảnh                 | - Bỉ - Christelle Roelandts                  |
| Hoa hậu Thân thiện          | - Quần đảo Bắc Mariana - Tayna Castro Belyeu |
| Trang phục dân tộc đẹp nhất | - Colombia - Kathy Sáenz Herrera             |

## Thí sinh
| - Argentina - Nazarena Vanesa González Almada - Úc - Monique Ann Lysaught - Áo - Silvia Kronbichler - Bỉ - Christelle Roelandts - Bolivia - Maria Cristina Tondelli - Brazil - Tatiana Paula Alves - Anh Quốc - Claire Elizabeth Smith - Colombia - Kathy Sáenz Herrera - Costa Rica - Laura Odio Salas - Đan Mạch - Mette Marie Salto - Phần Lan - Arlene Ulla Kaarina Kotala - Pháp - Marie-Ange Noelle Contart - Đức - Katja Mordarski - Hy Lạp - Helena Christos Zabaka - Guatemala - Diana Galván - Hawaii - Theresa Victoria Tilley - Hà Lan - Shirley Antoinette Bogaard - Honduras - Miriam Liseth Zapata Godoy - Hồng Kông - Dư Thiểu Bảo - Ấn Độ - Pooja Batra - Ireland - Deborah Hannigan - Israel - Anat Elimelech - Nhật Bản - Masayo Shibasaki - Hàn Quốc - Chang Eun-young | - Luxembourg - Nathalie Dos Santos - Malta - Melissa Joanne Portelli - Mexico - María Cristina Arcos Torres - New Caledonia - Laure Denise Masson - New Zealand - Monique Lorraine Joel - Nicaragua - Ida Patricia Delaney - Quần đảo Bắc Mariana - Tayna Castro Belyeu - Panama - Ismenia Isabel Velásquez - Philippines - Sheela Mae Capili Santarin - Ba Lan - Agnieszka Pachalko - Bồ Đào Nha - Anabela Pacheco Centeno - Puerto Rico - Brenda Esther Robles Cortés - Nga - Ilmira Shamsutdinova - Singapore - Teri Su Lian Tan - Slovakia - Karin Majtánová - Tây Ban Nha - Ana Piedad Galván Malagón - Thụy Điển - Anna Hofvenstam - Thụy Sĩ - Chantal Hediger - Thái Lan - Supasiri Payaksiri - Thổ Nhĩ Kỳ - Hande Kazanova - Ukraine - Nataliya Victorovna Romanenko - Hoa Kỳ - Lynette Jonene MacFee - Venezuela - Fabiola Mónica Rita Spitale Baiamonte |

## Chú ý

### Lần đầu tham gia
- Nga
- Slovakia
- Ukraine

### Trở lại
- Lần cuối tham gia vào năm 1979:
  -  Nicaragua
- Lần cuối tham gia vào năm 1991:
  -  New Caledonia
  -  Bồ Đào Nha

### Bỏ cuộc
| - Canada - Tiệp Khắc - Cộng hòa Dominica - El Salvador - Guam | - Iceland - Ý - Na Uy - Senegal |